# Красная Поляна (Липецкая область)
Кра́сная Поля́на — село в Тербунском районе Липецкой области России. Входит в состав Большеполянского сельсовета.

## География
Село находится в юго-западной части Липецкой области, в лесостепной зоне, в пределах Среднерусской возвышенности, на расстоянии примерно 25 км (по прямой) к востоку от села Тербуны, административного центра района. Абсолютная высота — 205 м над уровнем моря.
Климат
Климат умеренно континентальный с теплым летом и умеренно морозной зимой. Годовое количество осадков — 450—500 мм. Средняя температура января составляет −9,5 °С, июля — +19,5 °С.
Часовой пояс
Село Красная Поляна, как и вся Липецкая область, находится в часовой зоне МСК (московское время). Смещение применяемого времени относительно UTC составляет +3:00.

## Население
| 2010 |
| ---- |
| 26   |

Гендерный состав
По данным Всероссийской переписи населения 2010 года, в гендерной структуре населения мужчины составляли 42,3 %, женщины — соответственно 57,7 %.
Национальный состав
Согласно результатам переписи 2002 года, в национальной структуре населения русские составляли 97 % из 61 чел.

## Улицы
Уличная сеть села состоит из одной улицы (ул. Центральная).